# 斯科里茨科耶农村居民点
斯科里茨科耶农村居民点（俄语：Скорицкое сельское поселение）是俄罗斯联邦沃罗涅日州列皮约夫卡区所属的一个农村居民点。其下辖有6个居民点，行政中心为斯科里茨科耶。据2016年统计，该农村居民点的人口为907人。